# Tấn công Abqaiq–Khurais 2019
Cuộc tấn công Abqaiq-Khurais 2019 là một cuộc tấn công bằng máy bay không người lái nhắm vào các cơ sở sản xuất dầu Saudi Aramco tại Abqaiq và Khurais ở phía đông Ả Rập Xê Út vào ngày 14 tháng 9 năm 2019. Phong trào Houthi trong Yemen đã nhận trách nhiệm về vụ tấn công, mặc dù Hoa Kỳ đã khẳng định Iran đứng sau vụ tấn công. Cuộc tấn công là một phần của các sự kiện xung quanh can thiệp Ả-rập Xê-út trong nội chiến Yemen.
Vụ tấn công đã gây ra đám cháy lớn tại các nhà máy, theo Bộ Nội vụ Ả Rập Xê Út, đã được dập tắt vài giờ sau đó, tuy nhiên, cả hai cơ sở đều ngừng hoạt động cho đến khi sửa chữa xong, cắt Sản lượng dầu của Ả Rập Xê Út khoảng một nửa, chiếm khoảng 5% sản lượng dầu toàn cầu và gây ra sự bất ổn của thị trường tài chính toàn cầu.

## Bối cảnh
Saudi Aramco là một công ty dầu khí quốc gia thuộc sở hữu của chính phủ Ả Rập Xê Út; đây là nhà sản xuất dầu lớn thứ hai trên thế giới, sau Rosneft của Nga. Aramco vận hành một số cơ sở khoan dầu, vận chuyển và sản xuất trên khắp Ả Rập Xê Út. Các trữ lượng dầu đã được chứng minh ở Ả Rập Xê Út là lớn thứ hai trên thế giới, chỉ đứng sau Venezuela và Ả Rập Xê Út là nước xuất khẩu dầu xuất khẩu dầu lớn nhất thế giới.
Cơ sở Abqaiq được Aramco mô tả là "nhà máy ổn định dầu thô lớn nhất thế giới"; nó chuyển đổi dầu thô thành dầu thô ngọt bằng cách loại bỏ tạp chất lưu huỳnh trước khi được vận chuyển đến các nhà máy lọc dầu ở hạ nguồn, xử lý lên tới 7 triệu thùng dầu mỗi ngày hoặc khoảng 7% sản lượng dầu toàn cầu hàng ngày. Bob McNally, cựu thành viên của Hội đồng Kinh tế Quốc gia và Hội đồng An ninh Quốc gia Hoa Kỳ, nói với Reuters rằng "một cuộc tấn công thành công vào Abqaiq sẽ giống như một cơn đau tim lớn cho thị trường dầu mỏ và nền kinh tế toàn cầu." Cơ sở Abqaiq từng là nơi xảy ra vụ đánh bom tự sát thất bại của Al-Qaeda năm 2006. Mỏ dầu Khurais, cũng do Aramco vận hành, sản xuất khoảng 1,5 triệu thùng dầu thô mỗi ngày và ước tính chứa tới 20 tỷ thùng dầu.

## Tấn công
Bộ Nội vụ Saudi cho biết trong một tuyên bố với Cơ quan báo chí Saudi rằng "vào lúc 4:00 sáng (01:00 GMT), các đội an ninh công nghiệp của Aramco đã bắt đầu xử lý các vụ hỏa hoạn tại hai cơ sở của họ ở Abqaiq và Khurais bằng... phương tiện bay không người lái." Cuộc tấn công được cho là do nhiều máy bay không người lái thực hiện, vì có thể nghe thấy tiếng súng máy trên các bản ghi âm của adhan (tiếng Hồi giáo cầu nguyện) gần các cơ sở khi lính canh ở đó nổ súng để cố gắng bắn hạ phương tiện bay không người lái máy bay không người lái. Các đám cháy được khống chế vài giờ sau đó, không có trường hợp tử vong được báo cáo, mặc dù vẫn chưa rõ liệu có ai bị thương trong vụ tấn công hay không.